# Palais Nicolo Lomellini
Le Palazzo Nicolo Lomellini, également connu sous le nom de Palazzo Lauro (en l'honneur de l'armateur propriétaire qui l'a restructuré après la Seconde Guerre mondiale), est un édifice historique situé sur la Piazza della Nunziata dans le centre historique de Gênes. Le bâtiment a été inclus dans la liste des palais inscrits aux Rolli de Gênes.

## Histoire et description
Fondé par Nicolò Lomellini, qui agrandit le jardin en 1567, on parle de sa reconstruction au siècle suivant. Il est indiqué parmi les plus superbes palais de 1797 au nom de Giuseppe Lomellini, qui peu après le cède au marquis Giacomo Durazzo. Au XIXe siècle, de nombreux changements de propriété ont eu lieu entre les familles Durazzo et De Mari.
En 1949, le nouveau propriétaire, l'armateur Achille Lauro, entreprend une restauration de l'édifice et la reconstruction partielle nécessaire à la suite des dégâts causés par les bombardements de la Seconde Guerre mondiale, en confiant les travaux à l'architecte Robaldo Morozzo della Rocca : l'originale façade sur la place a été conservée tandis que la voûte parapluie du nouvel atrium est agrémentée d'une grande fresque avec des anges et une architecture en perspective de Francesco Campora, extraite de la salle d'un palais Grimaldi de la via San Luca. L'escalier qui atteint le dernier étage s'ouvre vers l'atrium aux murs décorés de fresques de 1952, dans lesquelles les quatre républiques maritimes de Gênes, Venise, Pise et Amalfi sont représentées, et Achille Lauro est dépeint comme Neptune.
À la suite du décès d'Achille Lauro en 1982, le bâtiment est resté abandonné et négligé pendant deux décennies.
En 2003, le Palazzo a été acquis et ramené à son ancienne splendeur, restauré par une entreprise milanaise de l'hôtellerie de luxe (déjà présente à Gênes avec le Grand Hotel Savoia et l'Hôtel Continental).
Le Palazzo peut être visité à l'occasion des Jours des Rolli, une initiative organisée par la Municipalité de Gênes.

## Galerie

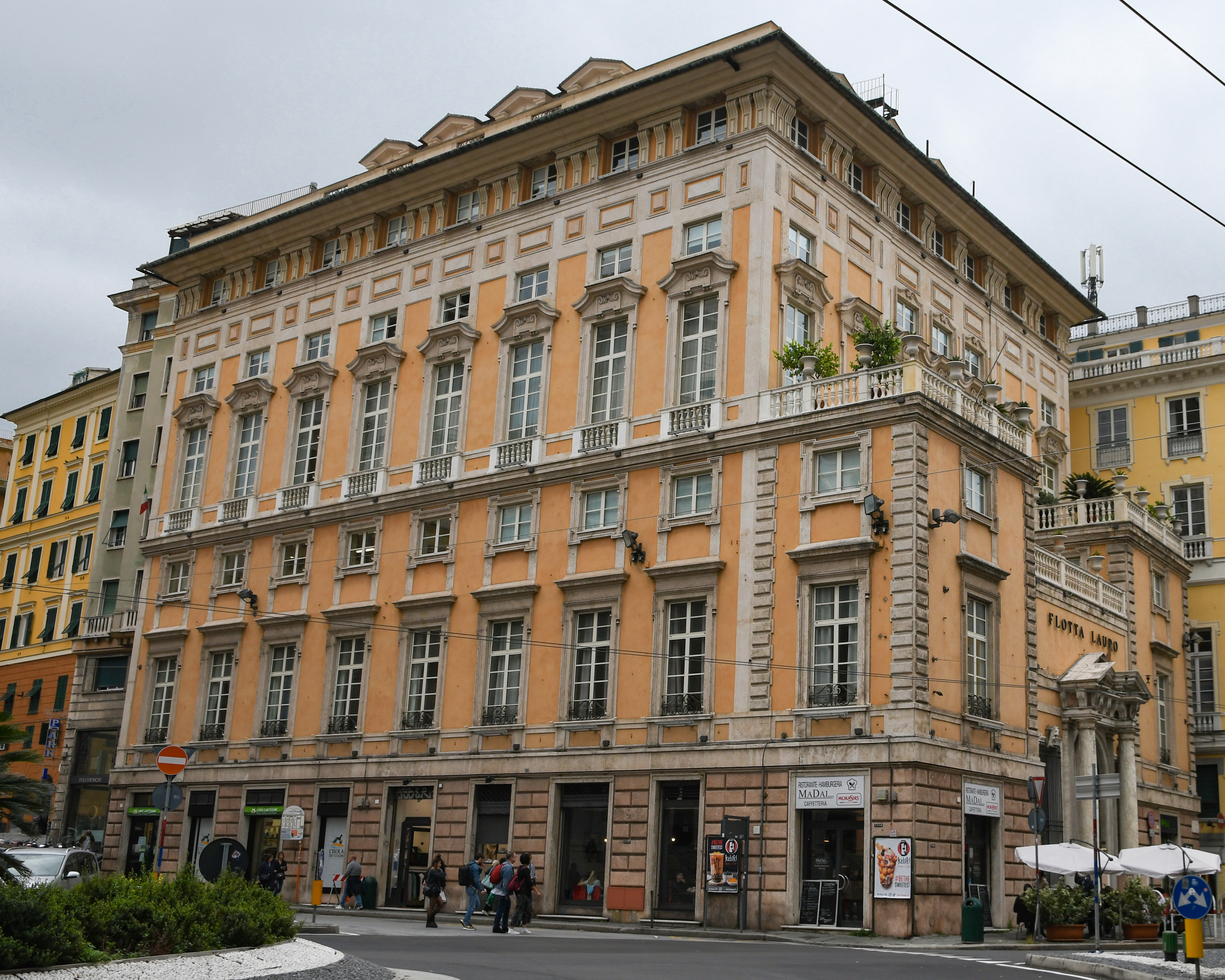
La façade vers la Piazza della Nunziata
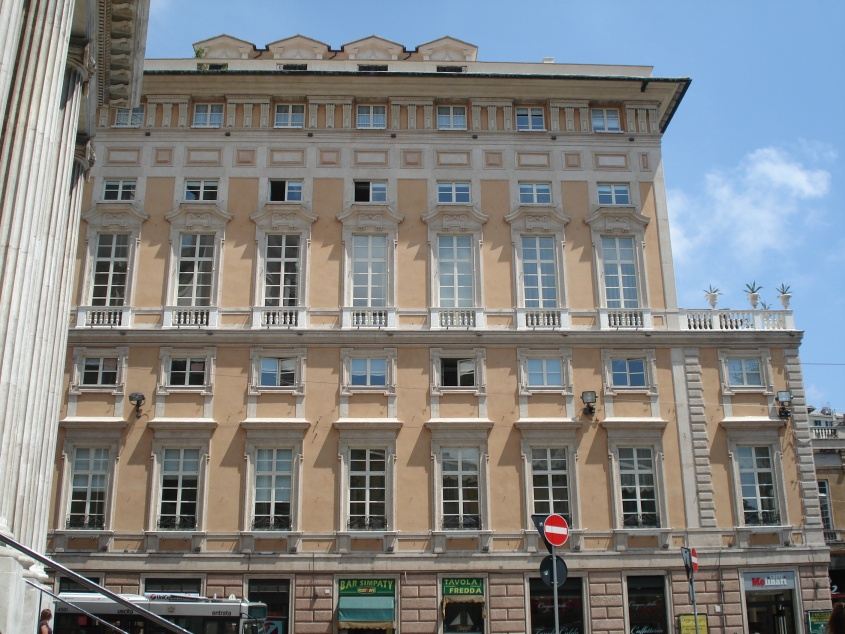
La façade vers la Piazza della Nunziata
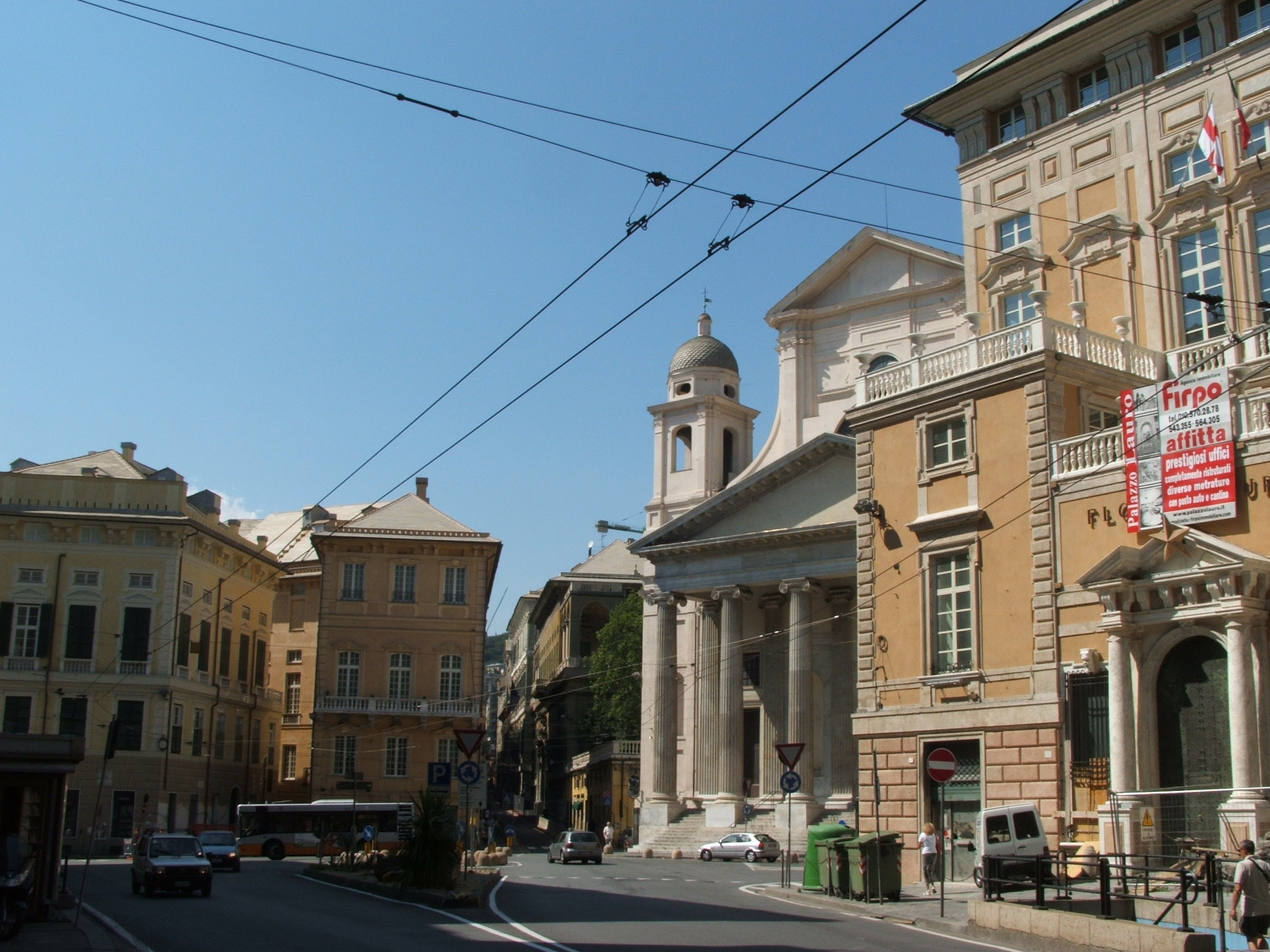
La basilique de Vasto et, à droite, le palais